# Lo scandalo
Pour les articles homonymes, voir Le Scandale.
Pour plus de détails, voir Fiche technique et Distribution.
Lo scandalo est un film italien réalisé par Anna Gobbi et sorti en 1966.

## Synopsis
Des histoires d'amour scandaleuses entre un groupe d'amis qui sont finalement dissimulées pour maintenir le statu quo.

## Fiche technique
- Titre original italien : Lo scandalo[1]
- Réalisateur : Anna Gobbi
- Scénario : Anna Gobbi
- Photographie : Dario Di Palma
- Montage : Anna Gobbi
- Musique : Ralph Ferraro
- Décors : Giorgio Giovannini
- Costumes : Riccardo Domenici
- Production : Ferruccio De Martino
- Société de production : Adriana Film
- Pays de production :  Italie
- Langue de tournage : Italien
- Format : Noir et blanc
- Durée : 96 minutes
- Genre : Drame
- Dates de sortie :
  - Italie : 12 octobre 1966

## Distribution
- Anouk Aimée : Alessandra
- Philippe Leroy : Dario
- Mirella Manni : Arlette
- Renato Montalbano :
- Micaela Pignatelli : Antonella
- Antonio Sabàto : Mauro
- Nino Segurini : Agostino